# Perilampus maurus
Perilampus maurus is een vliesvleugelig insect uit de familie Perilampidae. De wetenschappelijke naam is voor het eerst geldig gepubliceerd in 1852 door Walker.